# Следродилна депресия
Следродилната депресия е вид афективно разстройство, което може да засегне и двата пола след раждане, но най-често се среща при жените. Симптомите обикновено включват силна тъга, ниска енергия, тревожност, епизоди на плач, раздразнимост и промяна в режима на хранене и спане. Това състояние може да засегне отрицателно и новороденото бебе.
Точните причини за настъпването на следродилна депресия не са изяснени, но се счита, че е отговорна определена комбинация от физически, емоционални, генетични и социални фактори. Такива са например хормоналните промени и лишаването от сън. Рискови фактори са предходни епизоди на биполярно разстройство, фамилна предразположеност към голяма депресия, психологически стрес, усложнения при раждане, липса на подкрепа или злоупотреба с лекарства/наркотици. Диагнозата се поставя на база изпитваните симптоми. Докато повечето жени изживяват кратък период на тревога и тъга след раждане, следродилна депресия може да е налице, когато симптомите са тежки и продължават повече от две седмици.
При хората, изложени на риск, оказването на психологическа подкрепа може да спомогне за превенцията на следродилна депресия. Това включва предоставянето на храна, домакинска помощ, майчински грижи и общуване. Лечението може да включва психотерапия или приемане на лекарства.
Следродилната депресия засяга грубо 9 – 10% от жените в развитите страни и 18 – 20% от жените в развиващите се страни. Най-често състоянието се наблюдава при жени, които са претърпели мъртво раждане, живеят в градска среда и са много млади. Освен това засяга и приблизително между 1 и 26% от бащите. По-тежка форма на състоянието е следродилната психоза, която засяга 1 – 2 жени на 1000 след раждане. Следродилната психоза е една от водещите причини за убийствата на деца под 1 година.